# Писаренко, Нина Дмитриевна
Нина Дмитриевна Писаре́нко (род. 1937) — советская украинская бандуристка.

## Биография
Родилась 18 сентября 1937 года в Фастове (ныне Киевская область, Украина). Окончила Киевское музыкальное училище имени Р. М. Глиэра. Ученица В. А. Кабачка.
В репертуаре коллектива исполнялись следующие произведения: Г. Подельского — «Люблю тебя, мой край родной», И. Н. Шамо «Червона ружа», «Ой, вербиченько», «Чабрец»), А. Билаша «Среди лета», «Вишня», И. Слякоти «Мы на лодке», В. П. Соловьёва-Седого «Соловьи», Есть. Казака «Над рекой каемочкой», А. Пашкевича «Сыну», слова В. Симоненко; украинские народные песни в обработке — «Соловей». Крапивницкого, «Ішов козак потайком», «Баркарола». Н. В. Лысенко; романсы П. И. Чайковского, А. Кос-Анатольского, песни Д. Д. Шостаковича.
Является автором воспоминаний «Там где Ятрань круто вьется» в книге «Бандуристе, орле сизий… Венчик воспоминаний о В. А. Кабачке».

## Награды и премии
- Государственная премия УССР имени Т. Г. Шевченко (1975) — за концертные программы (1973—1974)
- народная артистка УССР (1990)